# Géographie de l'Iran
L'Iran est situé en Asie, entre l'Irak et la Turquie, à l'ouest, et l'Afghanistan et le Pakistan, à l'est. Le pays dispose en outre de deux façades maritimes, sur la mer Caspienne et le Caucase, au nord, et le golfe Persique et le golfe d'Oman, au sud.
L'Iran est un des pays les plus montagneux du monde. Ses montagnes ont contribué à former à la fois l'histoire politique et économique du pays depuis des siècles. Les montagnes entourent plusieurs larges bassins, ou plateaux, sur lesquels sont situés des centres agricoles et urbains majeurs.
Jusqu'au XXe siècle, quand ont été construits les principales autoroutes et chemins de fer à travers les chaînes montagneuses, ces bassins avaient tendance à être relativement isolés les uns des autres. Typiquement, une grande ville dominait un bassin, et il existait des relations économiques complexes entre la ville et les centaines de villages à sa périphérie.
Dans les hauteurs des chaines montagneuses délimitant les bassins, des groupes organisés de manière tribale pratiquaient la transhumance, déplaçant leurs troupeaux de moutons et de chèvres entre leurs pâturages traditionnels d'été et d'hiver.
Il n'y a pas de système fluvial d'importance dans le pays, et historiquement, le transport se faisait au moyen de caravanes qui suivaient les routes traversant les cols des chaînes montagneuses. Celles-ci empêchaient aussi l'accès au golfe Persique et à la mer Caspienne.
Avec une superficie de 1 648 000 km2, l'Iran est classé 18e pays du monde par la superficie, qui équivaut à environ 3 fois celle de la France ou 1/6 de celle du Canada.
Situé dans le sud-ouest de l'Asie, l'Iran a des frontières communes, au nord, avec l'Arménie, l’Azerbaïdjan et le Turkménistan. Ces frontières s'étendent sur plus de 2 000 km, dont 650 le long de la côte sud de la mer Caspienne. Les frontières, à l'ouest, sont partagées avec la Turquie, au nord, et l'Irak, au sud, finissant au Chott el-Arab (que les Iraniens appellent Arvand Rud). Le golfe Persique et le golfe d'Oman forment l'intégralité de la façade méridionale du pays, sur 1 770 km. À l'est se trouvent l'Afghanistan, au nord et le Pakistan, au sud. La distance en diagonale entre l'Azerbaïdjan, au nord-ouest et le Sistan et Baloutchistan, au sud-est, est approximativement de 2 333 km.

## Topographie

Bassin du plateau central iranien et ses sous-bassins

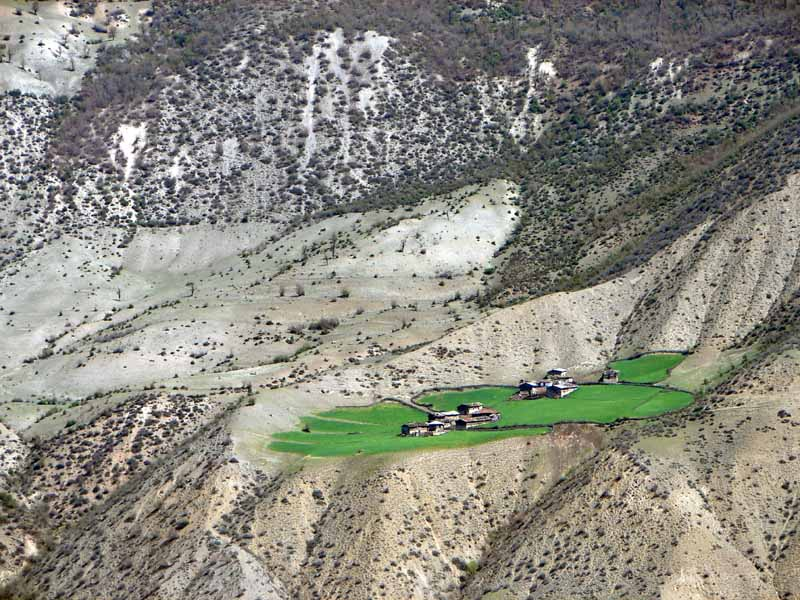
Le paysage iranien est majoritairement montagneux, en contraste avec de vertes oasis. (L'image a été prise dans la chaîne de l'Alborz)

L'Iran (Perse) est constituée de chaînes montagneuses découpées entourant de hauts bassins intérieurs. La chaine principale est celle des monts Zagros, une série de crêtes entrecoupées de plaines qui coupent le pays du nord-ouest au sud-est et qui forme les contreforts orientaux du « Croissant fertile » dont une partie seulement se trouve en Iran (Khouzestan). De nombreux sommets des monts Zagros excèdent les 3 000 m d'altitude et, dans la région au sud du centre du pays, il y a au moins 5 sommets de plus de 4 000 m. En suivant les Zagros vers le sud du pays, l'altitude moyenne des sommets descend brusquement jusqu'en dessous de 1 500 m. Surplombant la mer Caspienne au nord, se trouve une autre chaîne montagneuse, plus étroite, les monts Elbourz. Le sommet volcanique du mont Damavand (5 600 m), situé au centre de l'Elbourz, n'est pas seulement le plus haut sommet d'Iran, mais aussi la plus haute montagne eurasiatique à l'ouest de l'Hindū-Kūsh.
Le centre de l'Iran est constitué de plusieurs bassins fermés endoréiques que l'on nomme collectivement « Plateau central ». L'altitude moyenne de ce plateau est d'environ 900 m, mais plusieurs sommets surplombant le plateau s'élèvent à plus de 3 000 m. La partie orientale du plateau est couverte par deux déserts salés, le Dasht-e Kavir et le Dasht-e Lut. En dehors de certaines oasis très dispersées, ces déserts sont inhabités. Le plateau central est bordé à l'est par le bassin endoréique du Sistan, principalement situé en Afghanistan mais dont le point le plus déprimé, le lac Hamun, se trouve à cheval sur la frontière irano-afghane.
L'Iran n'a que deux étendues en plaine : la plaine du Khouzestan, au sud-ouest, et la plaine côtière de la mer Caspienne, au nord. La première est une plaine en forme de triangle grossier qui est une extension de la plaine de Mésopotamie et a une largeur moyenne de 160 km. Elle s'étend sur à peu près 120 km à l'intérieur des terres, s'élevant à peine plus de quelques mètres au-dessus du niveau de la mer, puis rencontre les premiers contreforts des monts Zagros. La plus grande partie de la plaine du Khouzestan est recouverte de marais. La plaine Caspienne est à la fois plus longue et plus étroite. Elle s'étend sur près de 640 km le long de la côte de la mer Caspienne mais sa plus grande largeur n'excède pas 50 km, alors qu'à certains endroits, seuls 2 km la séparent des contreforts des monts Elbourz. Sur la côte du golfe Persique, au sud du Khouzestan, ainsi que sur la côte du golfe d'Oman, il n'y a pas vraiment de plaine puisque la chaine des Zagros vient se terminer directement sur le littoral.
Le Karoun (890 km), est le cours d'eau le plus important du pays ainsi que le seul fleuve navigable que des bateaux à fond plats peuvent emprunter de Khorramshahr à Ahvaz sur une distance de 180 km. D'autres rivières permanentes se jettent dans le golfe Persique, et de nombreuses rivières qui ont leur source dans le nord-ouest des Zagros ou dans l'Elbourz se jettent dans la mer Caspienne. Sur le plateau central, de nombreuses rivières, dont le lit est asséché la plus grande partie de l'année, se forment de la fonte des neiges dans les montagnes lors du printemps et coulent à travers des lits permanents, se jetant éventuellement dans des lacs salés, qui ont eux aussi tendance à sécher pendant les mois d'été. Il y a aussi un lac salé, le lac d'Orumieh (son nom traditionnel, àprès avoir été débaptisé lac de Rezaieh sous le règne du Mohamed Reza Chah), au nord-ouest, dont la salinité est trop élevée pour permettre aux poissons ou à d'autres formes de vie aquatique d'y vivre. Il y a aussi plusieurs lacs salés interconnectés le long de la frontière entre l'Iran et l'Afghanistan, dans la province du Sistan et Baloutchistan.
Harry Bobek, en 1952, a proposé une classification verticale de la végétation en utilisant les termes persans :
- sarhadd, pour les régions élevées subtropicales avec des hivers très froids et des étés frais
- sardsir, pour les régions moyennement élevées avec des hivers froids et des étés chauds
- les hautes terres subtropicales, qui possèdent trois sous-types (hivers froids, étés chauds et fortes gelées ; hivers doux, étés chauds et courte période de gelée ; hivers doux, étés chauds et gelées rares)
- garmsir, pour les terres basses aux hivers et étés chauds, sans gelées et sans neiges.

L'autre facteur important définissant la diversité de la végétation est le sol. Quatre régions peuvent être distinguées, regroupant dix-neuf associations de sols:
- les sols des plaines et des vallées couvrent environ 300 000 km2. Cette région présente :
  - des sols salins (Solontchak, Solonetz), typiques des régions des dasht (Dasht-e Kavir et Dasht-e Lut)
  - des sols alluviaux fins
  - des bassins endoréiques
- les plateaux recouvrent environ 470 000 km2, avec différents types de sols :
  - des sols de désert gris et rouges
  - des sierozems (sols extrêmement calcaires)
  - des sols de steppe bruns
- les sols des piémonts de la Caspienne couvrent environ 35 000 et sont la résultante du climat et de la flore de la région, ils contiennent beaucoup d'humus et sont très aérés.
  - sols de forêt bruns
  - Podzosols jaune-rouge

De plus, à cause de la distribution des montagnes et de l'aridité, presque 50 % de la surface du sol se compose de sols pierreux et peu épais sur un lit rocheux, sans profil défini, qui sont appelés lithosols. Ceci serait dû à l'érosion naturelle.

## Climat

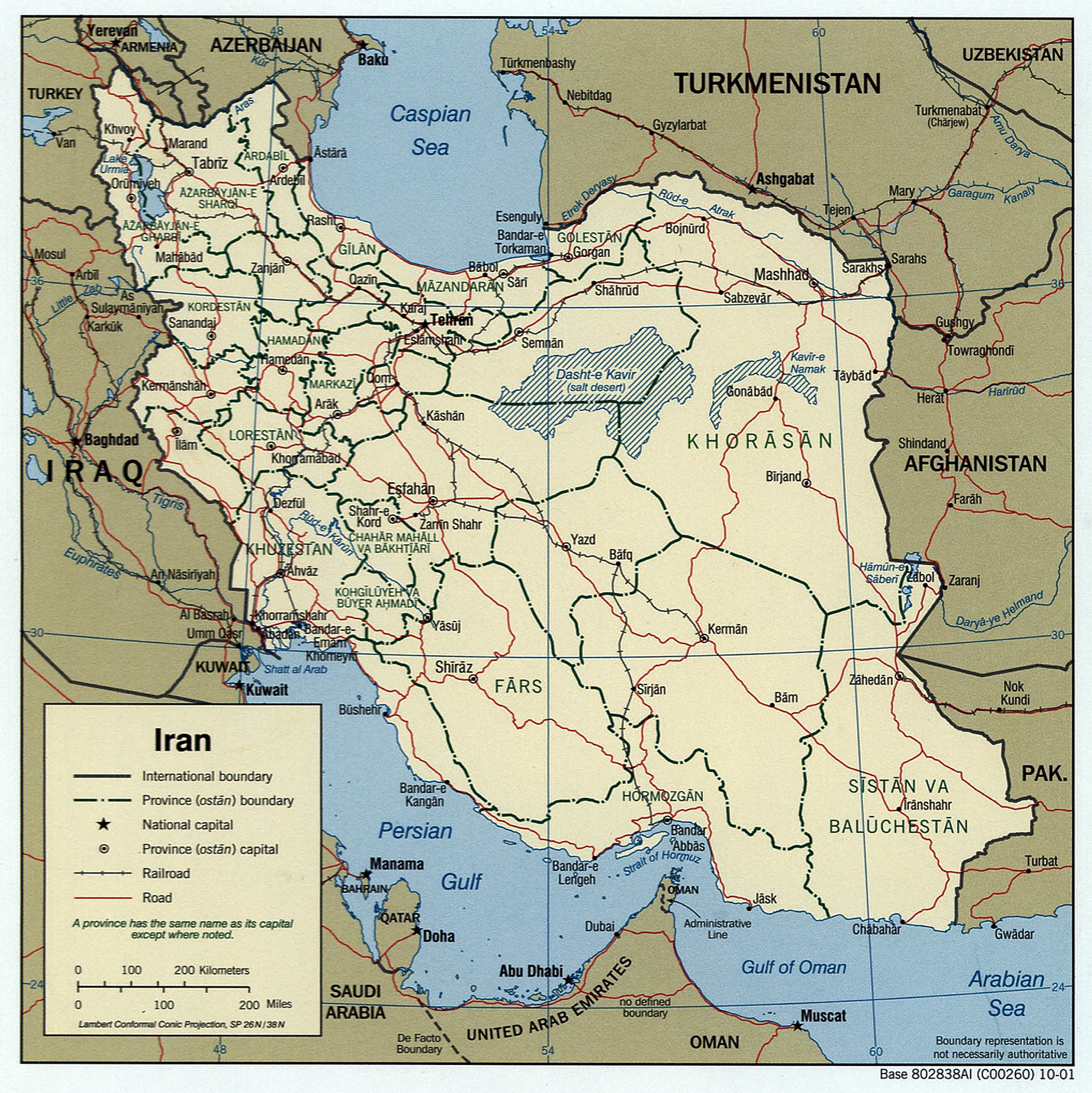
Carte détaillée de l'Iran.

L'Iran se situe entre les masses d'air anticycloniques froides et sèches de l'Asie centrale et de la Sibérie au nord, le régime des vents méditerranéen au centre (vents d'ouest et dépression amenant la pluie et la neige) et des influences, tropicales et subtropicales au sud et au sud-est du pays. Il existe donc différents types de climat en Iran, depuis les basses-terres subtropicales humides sur la côte sud de la Mer Caspienne jusqu'aux basses-terres subtropicales sèches (déserts chauds) (Dasht-e Kavir et Dasht-e Lut).
Au nord-ouest, les hivers sont froids avec de fortes chutes de neige et des températures glaciales en décembre et en janvier. Le printemps et l'automne sont relativement doux, alors que les étés sont chauds et secs. Au sud, les hivers sont plutôt doux, avec des températures moyennes minimales pouvant descendre jusqu'à 0 °C et les étés sont très chauds, avec des températures moyennes maximales en juillet pouvant monter jusqu'à 46 °C. Sur la plaine du Khouzestan, la chaleur de l'été est accompagnée d'une forte humidité. Une telle chaleur estivale est assez inhabituelle même pour des déserts chauds mais cette dernière s'explique notamment grâce aux très basses altitudes des régions désertiques (souvent proches du niveau de la mer grâce à la proximité du Golfe Persique) alors qu'aux altitudes plus élevées, la chaleur du désert est beaucoup moins excessive.
En général, l'Iran a un climat aride dans lequel la plupart des précipitations, relativement faibles, tombent d'octobre à avril. Dans la plupart du pays, les précipitations annuelles sont de 250 mm ou moins. Les exceptions majeures sont les plus hautes vallées des monts Zagros et la plaine côtière de la Caspienne, ou les précipitations annuelles sont en moyenne de 500 mm. Dans la partie occidentale de la Caspienne, les chutes de pluie excédent les 1 000 mm par an et sont distribuées de manière relativement égale tout le long de l'année. Cette situation contraste avec celle des de certains bassins du Plateau Central, qui autour de reçoivent 100 mm de précipitations annuelles.
Les chaînes montagneuses de l'Alborz (Elbourz), des Zagros et le nord-ouest de l'Iran sont caractérisées par des surplus de précipitations ; ils sont donc humides pour une partie de l'année, voire toute l'année. Le reste du pays est caractérisé par de grandes anomalies climatiques : le manque de précipitations (surtout pendant les mois les plus chauds), des vents forts ou permanents et des températures élevées (chaleur extrême estivale) sont la cause d'une aridité caractérisée.

## Faune et flore

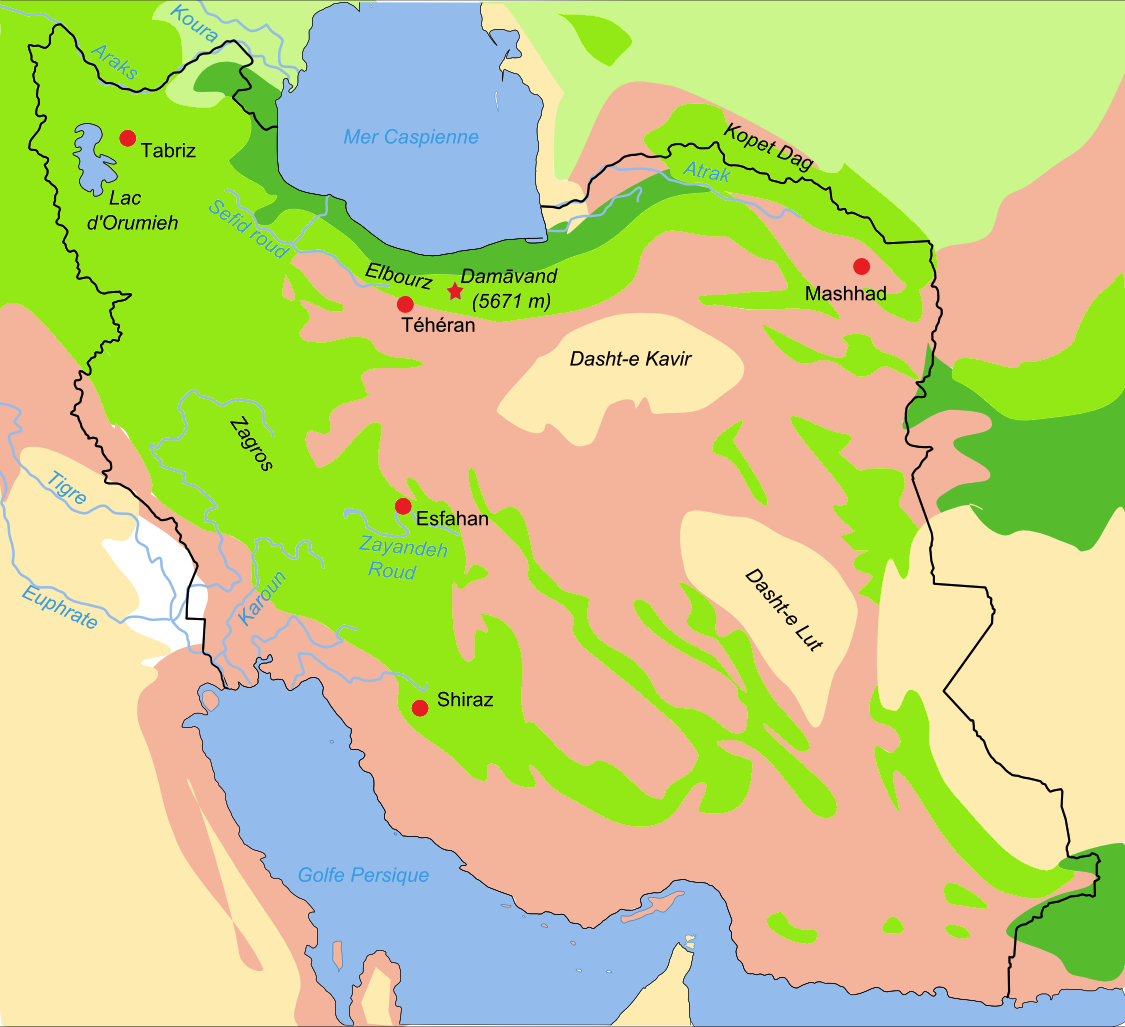
Biotopes d'Iran :
Steppes arborées
Forêts et zones arborées
Zones semi désertiques
Plaines désertiques
Steppes
Marais saumâtres alluviaux

Étant donné la grande taille du pays et les variétés climatiques dues à des facteurs divers : les différences d'altitude, le niveau des précipitations et de l'évaporation, les types de sols, etc. le territoire de l'Iran possède une grande quantité de biomes et de biotopes, ce qui revient à dire une importante variété dans la faune et la flore autochtone. Plus de 8 000 espèces (dont 450 endémiques) y sont répertoriées ; les trachéobiontes y sont plus nombreux qu'en Europe centrale.

## Surface et frontières
Superficie :
- totale : 1 648 000 km2
- terre : 1 636 000 km2
- eau : 12 000 km2
- Extension maximale : Est-Ouest = 1 700 km, Nord-Sud = 1 400 km

Frontières terrestres :
- totales : 5 440 km
- pays limitrophes :
  - Afghanistan : 936 km,
  - Arménie : 35 km,
  - Azerbaïdjan : 432 km,
  - enclave de l'Azerbaïdjan-Naxcivan' : 179 km,
  - Irak : 1 458 km,
  - Pakistan : 909 km,
  - Turkménistan : 992 km

Turquie : 499 km.
Littoral : 2 440 km
- golfe Persique et golfe d'Oman : environ 1 700 km,
- mer Caspienne : 740 km.

Revendications maritimes :
- zone contigüe : 24 milles nautiques
- zone maritime territoriale : 12 milles nautiques
- problèmes avec les Émirats arabes unis sur les iles Abu Mussa et les petite et grande Tunb.

Extrémités d'altitude :
- point le plus bas : mer Caspienne -28 m,
- point culminant : Qolleh-ye Damavand 5 604 m.

## Ressources naturelles et utilisation du territoire
Ressources naturelles : pétrole, gaz naturel, charbon, chrome, cuivre, minerai de fer, plomb, manganèse, zinc, soufre.

## Sismicité
Le 12 novembre 2017, un séisme de magnitude 7,1 fait au moins 400 victimes à la frontière irakienne.

## Questions environnementales
Risques naturels : sécheresses périodiques, inondations, tempêtes de poussières, de sable, tremblements de terre le long de la frontière occidentale et dans le Nord-est.
Problèmes environnementaux : pollution de l'air, particulièrement dans les zones urbaines à cause des émissions automobiles, des opérations de raffinage et des effluents industriels ; déforestation ; désertification ; pollution au pétrole dans le golfe Persique.
Environnement - Accord internationaux :
l'Iran est partie prenante aux accords sur : la biodiversité ; le changement climatique ; la désertification ; les déchets dangereux ; le dégazage ; le TNP ; la protection de la couche d'ozone ; les zones humides.
Signé mais non ratifié : modification environnementale, loi de la mer, conservation de la vie marine.

## Sources
- CIA World Fact Book